# ريان كي
ريان كي (بالإنجليزية: Ryan Key)‏ هو مغني وعازف قيثارة وموسيقي أمريكي، ولد في 17 ديسمبر 1979 في جاكسونفيل في الولايات المتحدة.

## وصلات خارجية
- الموقع الرسمي
- ريان كي على موقع IMDb (الإنجليزية)
- ريان كي على موقع ميوزك برينز (الإنجليزية)
- ريان كي على موقع أول ميوزيك (الإنجليزية)
- ريان كي على موقع ديسكوغز (الإنجليزية)
- ريان كي على موقع قاعدة بيانات الفيلم (الإنجليزية)